# Борач
Борач (старобългарски език: Градь Борьчь, Борачь), срещан още и като: Castrum Borich, Boroch, Borith, Borych, Borcz, Barch, Borac, Boraz, Boraç, e ключова старобългарска крепост в Шумадия, част от моравската укрепителна система. 
Намира се на 10 km северозападно от Книч на Гружа и непосредствено над село Борач със скалния феномен Борачки кръст. Охранява югозападните подстъпи към Поморавието – откъм Сръбска Морава.